# やまと (フェリー・2代)
やまとは、阪九フェリーが運航しているフェリー。本項目では、2020年就航の2代目を取り扱う。

## 概要
やまと・つくしの代替船として2018年に発注され、僚船のせっつとともに三菱重工業下関造船所で建造された。

## 船内
船内インテリアは「星空と海をのぞむ癒しの旅」を同型二隻のコンセプトとし、本船は門司港レトロをイメージした暗い雰囲気の内装とした。
7階
- ロイヤル（2名×2室）
- スイート（2名×20室）
- デラックスシングル（1名×46室）
- 大浴場・露天風呂
- 展望ロビー

6階
- デラックス（和洋室3名×33室・和室3名×6室）
- スタンダード洋室（12室）
- 展望ルーム
- レストラン

5階
- デラックス洋室（通常4名×21室・バリアフリー2名×2室・ウィズペット2名×2室）
- スタンダード洋室（4室）
- スタンダード和室（14名×2室）
- ドライバーズルーム/スタンダードシングル（1名×110室）
- 売店
- カラオケルーム
- キッズルーム
- 授乳室
- ロビー・案内所 - ノスタルジックな雰囲気でコーナーには日本の四季のイラストを施した[1]。